# Ruby Cruz
Ruby Cruz, född 31 mars 2000 i Los Angeles, Kalifornien, är en amerikansk skådespelare.
Cruz har bland annat medverkat i TV-serierna Mare of Easttown från 2021 och Willow (2022-2023). Hon har även medverkat i filmen Bottoms från 2023.

## Filmografi (i urval)
- 2021 – Mare of Easttown
- 2022–2023 – Willow (TV-serie)
- 2023 – Bottoms
- 2025 – The Threesome